# Костарево (Парабельський район)
Ко́старево (рос. Костарево) — присілок у складі Парабельського району Томської області, Росія. Входить до складу Парабельського сільського поселення.

## Населення
Населення — 327 осіб (2010; 305 у 2002).
Національний склад (станом на 2002 рік):
- росіяни — 84 %